# Proces polityki gospodarczej
Zasugerowano, aby zintegrować ten artykuł z artykułem Polityka gospodarcza. Nie opisano powodu propozycji integracji.
Proces polityki gospodarczej – przebieg następujących po sobie, powiązanych przyczynowo działań, stanowiących kolejne etapy praktycznej realizacji polityki gospodarczej.
W procesie polityki gospodarczej D. Waldziński wyróżnia trzy procedury: programowania, aktywizacji oraz kontynuacji i regulacji. Każda z procedur dzieli się na fazę preparacji i implementacji. Faza preparacji stanowi swoiste przygotowanie i polega na badaniach i analizach, zaś faza implementacji wiąże się z konkretnymi decyzjami politycznymi.
Poszczególnym fazom i procedurom można przydzielić następujące działania:
1. Procedura programowania procesu:
a) faza preparacji
- rozpoznanie wewnętrznych i zewnętrznych uwarunkowań polityki społecznej i gospodarczej
- określenie najważniejszych interesów państwa
- analiza szans i możliwości państwa
- określenie podmiotów polityki gospodarczej i powiązań między nimi

b) faza implementacji
- sformułowanie doktryny gospodarczej państwa
- konsultacja polityczno-społeczna i ewentualna weryfikacja przyjętej doktryny
- wybór i przygotowanie instrumentów polityki gospodarczej
- możliwa ewolucja procedury w odniesieniu do zmian uwarunkowań zewnętrznych lub wewnętrznych

2. Procedura aktywacji:
a) faza preparacji
- określenie podmiotów odpowiedzialnych za realizację procesu
- określenie zakresu kompetencji poszczególnych podmiotów
- określenie form i zasad współpracy poszczególnych podmiotów
- określenie harmonogramu realizacji procesu

b) faza implementacji
- określenie źródeł i wielkości wydatków niezbędnych w realizacji procesu
- dostosowanie struktury podmiotów do potrzeb realizacji procesu
- przeprowadzenie badań i analiz społeczno-ekonomicznych
- określenie form i zasad prowadzenie polityki informacyjnej
- weryfikacja procesów i podmiotów

3. Procedura kontynuacji i regulacji procesu:
a) faza preparacji
- określenie pożądanego efektu przeprowadzanego procesu
- określenie form i narzędzi ciągłego kontrolowania prowadzonego procesu oraz jego efektów
- określenie form i narzędzi korygowania ewentualnych odchyleń od stanu pożądanego

b) faza implementacji
- ciągła analiza efektów procesu polityki gospodarczej
- monitorowanie odchyleń od stanu pożądanego, ustalanie ich przyczyn, charakteru i wielkości
- bieżące korygowanie odchyleń
- weryfikacja procedur, wprowadzanie zmian i ponowne określanie stanu pożądanego